# Barù
Il Barù (in spagnolo Volcán Barú), è un vulcano della cordigliera di Talamanca. 
Con i suoi 3.474 metri è il punto più alto dello Stato di Panama.

## Toponimo

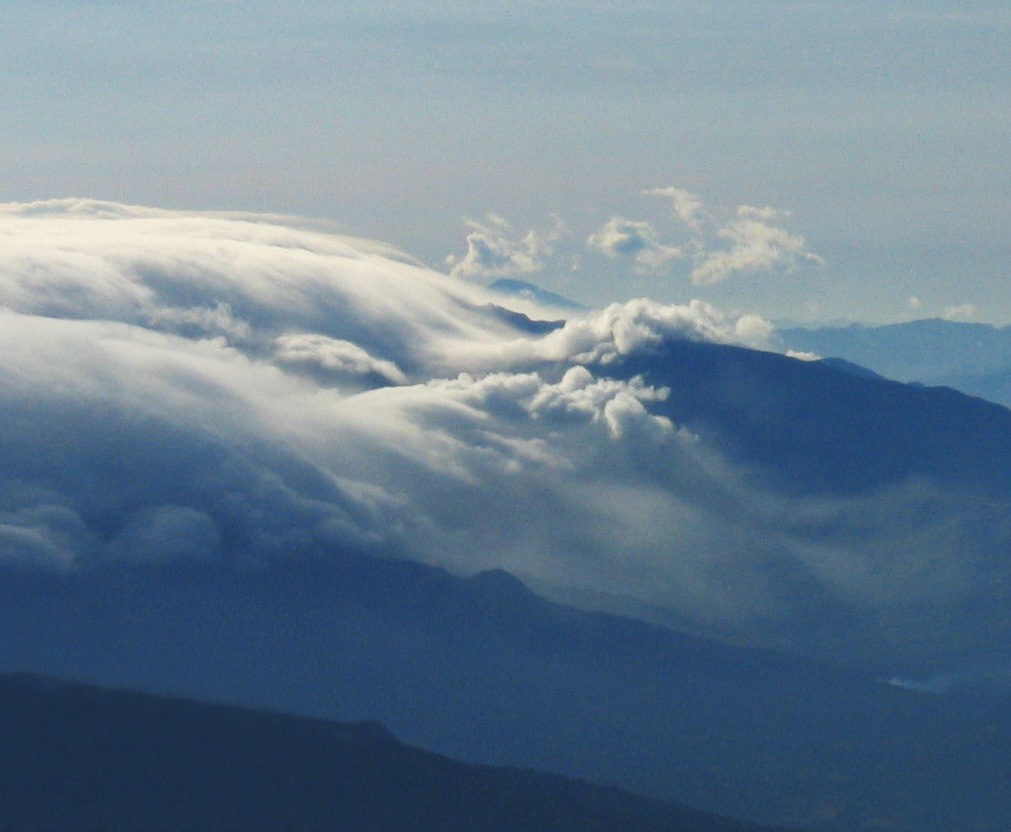
Un'altra immagine del vulcano.

Il Barú è a volte chiamato Volcán de Chiriquí, dal nome della provincia di Chiriquí dove è collocato.

## Descrizione
Si tratta di uno stratovulcano quiescente localizzato a sud della divisione continentale tra nord America e sud America. Si trova sulle propaggini panamensi della cordigliera di Talamanca, nella parte occidentale della provincia di Chiriquí. L'ultima eruzione importante sarebbe avvenuta attorno al 500 d.c., ma esistono tracce di una eruzione di minore importanza avvenuta attorno al 1550.
È segnalata la caduta occasionale, nei pressi della cima, di neve granulosa. La temperatura minima nelle notti dei mesi tra dicembre e marzo può scendere sotto gli 0 °C. Il vulcano è collocato a una distanza di 50 km dall'Oceano Pacifico e di 40 km dall'Atlantico.

## Il parco nazionale
Il vulcano è tutelato dal Parque Nacional Volcán Barú, istituito nel 1976 per tutelare l'ambiente circostante e la sua ricca biodiversità.

## Accesso alla vetta
Esistono diversi sentieri che danno accesso alla cima del vulcano, sia con partenza da Cerro Punta che da Boquete. Si tratta comunque di escursioni piuttosto lunghe e nelle quali viene consigliato un equipaggiamento adatto per pioggia, molto frequente in zona.